# Петровская, Алёна
Алёна Петровская (настоящее имя — Елена Юрьевна Петровская; родилась 30 сентября 1981, Могилёв, БССР) — российская народная и эстрадная певица. В 2007—2013 годах бэк-вокалистка коллектива Елены Ваенги. Финалистка телевизионного конкурса «Главная сцена».

## Биография
Алёна Петровская родилась 30 сентября 1981 года в Могилёве (Беларусь). Мать — воспитатель в детском саду, отец — реставратор старинных часов. В 1997 году Алёна закончила общеобразовательную школу с музыкально — хоровым уклоном. В 1997 году поступила в музыкальное училище «Могилёвский ГМК им. Н. А. Римского-Корсакова», по классу баяна. Как утверждает Алёна в 1999 году на ежегодном фестивале «Золотой шлягер» в городе Могилёве, Людмила Зыкина прослушала Алёну и сказала: «Девочка, у тебя красивый тембр голоса, тебе надо петь!» В 2001 году Алёна поступила в Санкт-Петербургский государственный институт культуры и Искусств на кафедру русского народного песенного искусства, который закончила в 2006 году.
В 2007 году Елена Ваенга приняла Алёну в свой коллектив в качестве бэк-вокалистки. В 2007—2013 годах Алёна гастролировала с Еленой Ваенгой в России и за рубежом. Елена Ваенга как-то призналась, что училась исполнять народные песни именно у Петровской. Неоднократно в концертах Елены Ваенги Алёна сольно исполняла народные песни, выступала и в других концертах. В декабре 2013 года Алёна покинула коллектив Елены Ваенги и приступила к сольной карьере.
Живёт и работает в Санкт-Петербурге. Алёна Петровская — солистка Град-квартета и камерного русского народного оркестра «Скоморохи». С 2009 года является солисткой ансамбля песни и пляски Ленинградского военного округа.

## Творчество

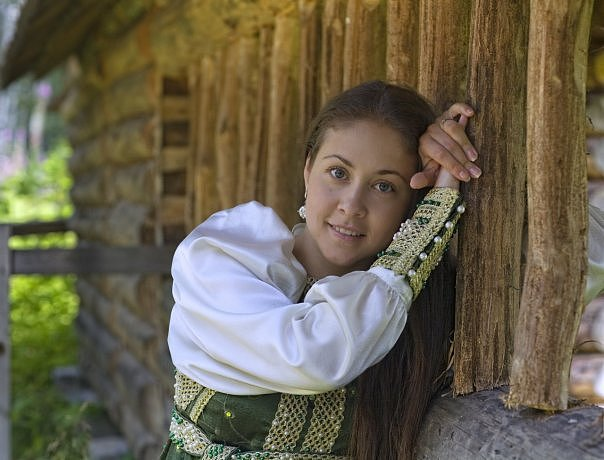
Алёна Петровская в 2010 году

Алёна исполняет народные песни, как традиционные, так и современные, фольклор, лирические песни, такие, как «Течёт река Волга», городской романс, а также песни советских композиторов и современных авторов. В музыкальном сопровождении на концертах Алёны используются как традиционные народные и оркестровые музыкальные инструменты (балалайка, баян, скрипки, контрабас и др.), так и современное звучание (гитара, клавишные, барабаны, бас).
В 2009 году прошёл первый сольный концерт в Санкт-Петербурге в Театре эстрады имени А. И. Райкина, начиная с этого года Алёна ежегодно проводит сольные концерты в Санкт-Петербурге, неоднократно участвовала в Международных песенных фестивалях, таких как «Славянский базар» (2013, 2014, 2015), 2016. «Весна романса», «Праздник романса», «Праздник Победы», «Праздник песни». Лауреат премии «Симпатия зрителей» этого Международного фестиваля (по результатам опроса зрителей). Песни в исполнении Алёны звучали как на ТВ в трансляциях этих концертов, так и на ведущих радиостанциях страны, вошли в большое количество тематических сборников, как на CD, так и на DVD. Именно Алёна Петровская на фестивале «Славянский базар» в 2012 году стала первой исполнительницей песни Юрия Баладжарова «Мама говорила».
В 2013 году Алёна победила в 17-м туре Музыкального конкурса Алёны Апиной на радио Комсомольская Правда с песней «Серёжка» (стихи С. Ковалёвой, музыка С. Белоголова). Песни «Серёжка» и «Метёт метель» участвовали в «Новогоднем хит-параде победителей проекта-2013» на радио Комсомольская правда и ротировались на этом радио.

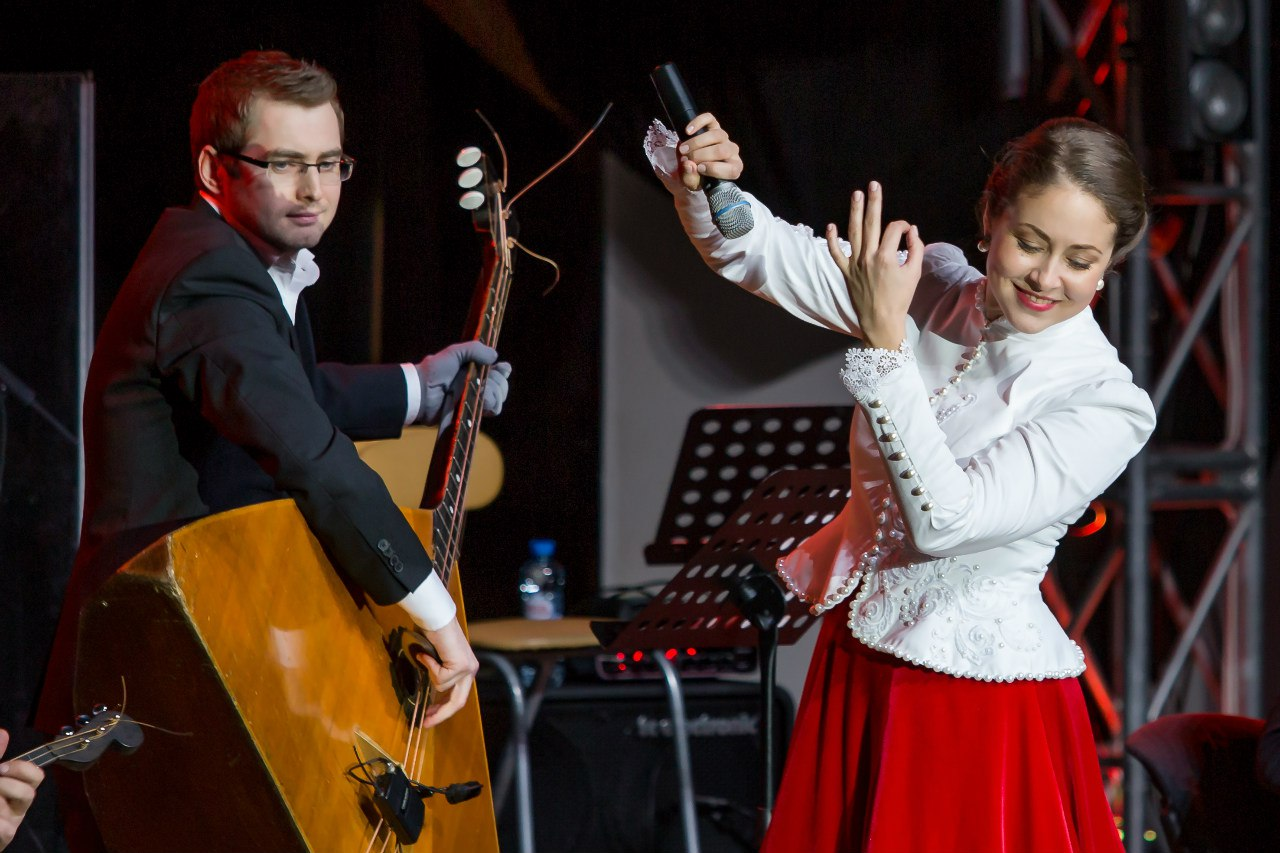
Алёна Петровская 26 октября 2015

Алёне нравится находить забытые старинные славянские народные песни и представлять их публике. В декабре 2013 спела дуэтом песню «Калужская Свадебная» с Еленой Ваенгой в программе «Вечерний Ургант». В феврале 2014 года в Санкт-Петербурге в Театре эстрады имени А. И. Райкина состоялась презентация первого сольного альбома («Васильковая канва»). В мае 2015 года участвовала в Праздничном Концерте на Дворцовой площади Санкт-Петербурга, посвящённом «70-й годовщине Победы». В 2015 году записала дуэтом с Еленой Ваенгой народную песню — «А кто двару». Песня вошла в альбом «New». В конце 2015 года альбом попал в топ-10 Российских чартов.
В 2015 году приняла участие в телевизионном конкурсе «Главная сцена» (второй сезон), вышла в финал, суперфинал, участвовала в финальном Гала концерте в Государственном Кремлёвском Дворце (21 декабря 2015 года). Манера исполнения Алёны песни из репертуара Валентины Толкуновой «Очередь за счастьем» (стихи М. Пляцковского, музыка Е. Птичкина) на конкурсе вызвала восторженные отклики Валерия Леонтьева, Дианы Арбениной, Владимира Преснякова.

## Оценка творчества
Пресса, освещающая музыкальные события, называет Алёну Петровскую продолжательницей эстрадных традиций Лидии Руслановой, Марии Мордасовой и Анны Герман, считает её «наследницей по прямой» русской народной певицы Людмилы Зыкиной, пишет, что она «наследует бесценную, искреннюю, пронзительную народную манеру пения, умение говорить о главном простыми словами, что выворачивает душу зрителям…».
Музыкальный эксперт и критик Алексей Мажаев считает, что Алёна профессионально владеет традиционной «народной» манерой пения и при этом проводит эксперименты с расширением стилистики народной песни (считая, что её надо петь не так, как в XVI веке), но проводит их очень бережно, не допуская резких, авангардных или альтернативных трактовок.

## Награды и премии
- 2021 — «Шансон Года 2020/2021» — за песню «Красный мой платок»[36].

## Дискография

### Издания на CD
- 2012 — «Всем ветрам скажу» (песни на стихи Светланы Ковалёвой) — EAN: 4650002119406 — А. Петровская — «Потеряла утром я одну серёжку»
- 2014 — «Васильковая канва» — EAN: 4606344034426 — (сольный альбом)[5]
- 2014 — «Елена Ваенга. The Best» — CD(2) + DVD — EAN: 4606344040328 — дуэт Е. Ваенга и А. Петровская — «Полынь-трава»
- 2014 — «Территория сердца» — EAN: 4606344041721 — А. Петровская — «Любовь останется»
- 2014 — «Путёвый хит» — EAN: 4606344050648 — А. Петровская — «Мама говорила»
- 2015 — «New (альбом Елены Ваенги)» — EAN: 4606344050778 , 4606344050662 — дуэт Е. Ваенга и А. Петровская — «А кто двару»
- 2015 — «ХИТ ТОП 2015» — EAN: 4606344049468 — А. Петровская — «На мели»
- 2015 — «Дуэт года 2» — EAN: 4606344045897 — дуэт Е. Ваенга и А. Петровская — «Полынь-трава»
- 2015 — «100 Лучших Песен Для Неё» — EAN: 4606344046115 — дуэт Е. Ваенга и А. Петровская — «Полынь-трава»
- 2015 — «100 Hits Folklore» — EAN: 4606344035065 — А. Петровская — «Ой у вишнёвому саду», «Шумять вербы»
- 2015 — «Эх, Разгуляй! 200 минут Русского Шансона» — EAN: 4606344049727 — А. Петровская — «На мели»
- 2015 — «205 Хитов» — EAN: 4606344049819 — А.Петровская и Е.Ваенга — «Полынь трава»
- 2015 — «100 любовных баллад шансона» — EAN: 4606344045613 — дуэт Е. Ваенга и А. Петровская — «Полынь-трава»
- 2015 — «204 Хита+bonus dvd» — EAN: 4606344040977 — А. Петровская — «Ой у вишнёвому саду»
- 2015 — «Шансон 2015 Года» — EAN: 4606344045873 — дуэт Е. Ваенга и А. Петровская — «Полынь-трава»
- 2015 — «Праздничное застолье на весь год» — EAN: 4606344043343 — А. Петровская «Ой, у вишнёвом саду»
- 2015 — «100 Hits Duets» — EAN: 4606344034914 — дуэт Е. Ваенга и А. Петровская — «Полынь-трава»
- 2016 — «Подарок любимой женщине (Лучшие песни о любви)» — EAN: 4606344051003 — А. Петровская — «На мели»
- 2018 — «Очередь за счастьем»
- 2019 — «Любовь окаянная»
- 2021 — «Непокорное сердце»

### Издания на iTunes
- 2012 — «Серёжка» — Сингл
- 2014 — «Шансон 2014 года» — А. Петровская «Васильковая канва»
- 2014 — «Новогодняя тридцатка 2015» — А. Петровская — «Метёт метель»
- 2015 — «Топ-50 — Русские новинки» — А. Петровская — «На мели»
- 2015 — «Два голоса» — дуэт Е. Ваенга и А. Петровская — «Полынь-трава»
- 2015 — «Бархатный шансон» — А. Петровская — «На мели»
- 2015 — «Поговори со мною мама (Сборник песен для любимой мамы)» — А. Петровская — «Мама»
- 2015 — «50 лучших народных песен» — А. Петровская — «Ой у вишнёвому саду», «Шумять вербы»
- 2016 — «Шансон 2016 года» — А. Петровская «Серёжка»